# King of the Ring (1996)
King of the Ring (1996) — четвёртое в истории шоу King of the Ring, PPV-шоу производства World Wrestling Federation (WWF, ныне WWE), на котором прошёл десятый турнир «Король ринга». Шоу проходило 23 июня 1996 года на MECCA Arena в Милуоки, Висконсин, США.
Главным событием стал стандартный матч за звание чемпиона WWF. Шон Майклз победил Британского бульдога и сохранил титул, а Мистер Совершенство выступал в качестве специально приглашенного энфорсера. На шоу состоялся турнир «Король ринга» 1996 года, который выиграл Стив Остин.
Победная речь Остина после победы на турнире «Король ринга» в 1996 году дала начало фразе «Остин 3:16», которая стала одной из самых популярных в истории рестлинга, а само событие было названо WWE отправной точкой эры Attitude.

## Результаты
Ты сидишь там, стучишь по Библии, читаешь молитвы, но это ни к чему не привело! Говоришь о своих псалмах, говоришь о Иоанне 3:16... Остин 3:16 говорит — «я только что надрал тебе задницу!»
| №                                                                                                  | Результаты | Условия                                                                       | Время |
| -------------------------------------------------------------------------------------------------- | --- | ----------------------------------------------------------------------------- | ----- |
| 1F                                                                                                 | «Бодидонны» (Скип и Зип) (с Клуди) победили «Новых рокеров» (Лиф Кэссиди и Марти Джаннетти)                                             | Командный матч                                                                | 8:06  |
| 2                                                                                                  | Хантер Хёрст Хелмсли победил Альдо Монтойю                                                                                              | Одиночный матч                                                                | 3:00  |
| 3                                                                                                  | Стив Остин победил Марка Меро (с Сейбл)                                                                                                 | Полуфинальный матч турнира «Король ринга»                                     | 16:49 |
| 4                                                                                                  | Джейк Робертс победил Вейдера (с Джимом Корнеттом) по дисквалификации                                                                   | Полуфинальный матч турнира «Король ринга»                                     | 3:34  |
| 5                                                                                                  | «Дымящие пушки» (Барт Ганн и Билли Ганн) (c) (с Санни) победили «Годвиннов» (Генри О. Годвинн и Финеас И. Годвинн) (с Хиллбилли Джимом) | Командный матч за командное чемпионство WWF                                   | 10:10 |
| 6                                                                                                  | Последний воин победил Джерри Лоулера                                                                                                   | Одиночный матч                                                                | 3:50  |
| 7                                                                                                  | Мэнкайнд победил Гробовщика (с Полом Берером)                                                                                           | Одиночный матч                                                                | 18:21 |
| 8                                                                                                  | Ахмед Джонсон победил Голдаста (c) (с Марленой)                                                                                         | Одиночный матч за интерконтинентальное чемпионство WWF                        | 15:34 |
| 9                                                                                                  | Стив Остин победил Джейка Робертса | Финальный матч турнира «Король ринга»                                         | 4:28  |
| 10                                                                                                 | Шон Майклз (c) (с Хосе Лотарио) победил Британского бульдога (с Дианой Смит и Джимом Корнеттом)                                         | Одиночный матч за чемпионство WWF, Мистер Совершенство — специальный энфорсер | 26:24 |
| - (ч) – чемпион на начало матча - F – указывает, что матч транслировался перед шоу на Free for All | |                                                                               |       |